# Satanocrater
Satanocrater là chi thực vật có hoa trong họ Acanthaceae.